# Брдска артиљерија
Брдска артиљерија је врста артиљерије чија су оруђа подешена за дејство на брдском и планинском земљишту. Може имати топове, хаубице и минобацаче.
Посебни захтјеви постављени пред брдску артиљерију су: лакоћа оруђа, могућност гађања убацном путањом, и растављивост ради лакшег транспорта - или подешеност за вучу лаким возилима. Оруђа су се традиционално могла преносити у дијеловима на товарним грлима, а у новије доба моторизованом вучом или хеликоптером.